# 1,3,5-Trinitrobenzeno
1,3,5-Trinitrobenzeno é um explosivo. No Brasil, este produto é controlado pelo exército.